# Chassillé

Chassillé este o comună în departamentul Sarthe, Franța. În 2009 avea o populație de 249 de locuitori.